# 강서 (1347년)
강서(姜筮, 1347년 ~ 1424년 음력 10월 19일)은 여말선초의 문신이다. 본관은 진주(晉州)이다. 강군보(姜君寶)의 3남이자 강주(姜籌)의 아버지이다.

## 생애
고려조에 통례문사인(通禮門舍人)으로 관직을 시작해 1379년(우왕 5년) 밀직사부사(密直司副事)로 임명되었다.
1382년(우왕 8) 화척(禾尺)들이 무리를 지어 왜구를 사칭하면서 영해군(寧海郡)을 침략해 관아와 민가를 불사르자, 판밀직사사(判密直司事) 임성미(林成味), 동지밀직사사(同知密直司事) 안소(安沼), 밀직사부사 황보림(皇甫琳) 등과 함께 이들을 추포했다.
같은 해 판밀직사사로 승진했으며, 같은 해 북방에 전쟁의 징조가 있어 당산군(唐山君) 홍징(洪徵), 전 밀직(密直) 류원(柳源)·정몽주(鄭夢周) 등과 함께 동북면(東北面)으로 파견되어 변고를 정탐했다.
같은 해 문하평리(門下評理)로 옮겼으며, 1389년(창왕 원년) 창왕(昌王)이 장인 이인임(李仁任)의 장례를 치를 것을 허락하자 경산부(京山府)로 가서 이인임을 장례지냈다.
1391년(공양왕 3) 경상도병마도절제사(慶尙道兵馬都節制使)로 나갔으며, 조선 개국 후인 1403년(태종 3) 판승녕부사(判承寧府事)로 임명되었다가 판한성부사(判漢城府事)로 옮겼다.
1415년(태종 15) 검교의정부찬성사(檢校議政府贊成事)로 임명되었다가 이듬해 치사(致仕)했으며, 1419년(세종 원년) 좌의정(左議政)으로 다시 치사했다.
1424년(세종 6) 향년 78세로 졸했다.

## 가족 관계
- 증조 - 강사첨(姜師瞻)[4] : 감찰어사(監察御史)
  - 조부 - 강창귀(姜昌貴)[4] : 판도정랑(版圖正郞), 증(贈) 문하시중(門下侍中)·진원부원군(晉原府院君)
    - 아버지 - 강군보(姜君寶, ? ~ 1380년) : 봉산군(鳳山君), 문경공(文敬公)
    - 어머니 - 전객령(典客令) 김여진(金呂珍)의 딸[4]
      - 형 - 강시(姜蓍, 1339년 ~ 1400년) : 문하찬성사(門下贊成事), 공목공(恭穆公)
      - 형 - 강책(姜策)[5] : 좌랑(佐郞)
      - 부인 - 문하좌시중(門下左侍中), 황무공(荒繆公) 이인임(李仁任, ? ~ 1388년)의 3녀
        - 아들 - 강주(姜籌, ? ~ 1441년) : 인수부윤(仁壽府尹)
        - 아들 - 최사강(崔士康, 1385년 ~ 1443년) : 우찬성(右贊成), 경절공(敬節公)